# Михайловка (Краснопольский район)
Михайловка (укр. Михайлівка) — село,
Краснопольский поселковый совет,
Краснопольский район,
Сумская область,
Украина.
Код КОАТУУ — 5922355101. Население по переписи 2001 года составляло 159 человек.

## Географическое положение
Село Михайловка находится на берегу реки Сыроватка (в основном на правом),
выше по течению на расстоянии в 0,5 км расположено село Покровка,
ниже по течению примыкает пгт Краснополье.
На реке большая запруда.